# 86 - Eighty-Six
86 - Eighty-Six (86―エイティシックス―?, 86 -Eiti Shikkusu-) è una light novel scritta da Asato Asato e illustrata da Shirabi, pubblicata da ASCII Media Works sotto l'etichetta Dengeki Bunko dal 10 febbraio 2017.
Un adattamento manga disegnato da Motoki Yoshihara è stato serializzato sulla rivista Young Gangan di Square Enix dal 10 ottobre 2018 al giugno 2021. Sono stati realizzati anche due manga spin-off, 86 -Eighty-six- Operation High School e 86: Fragmental Neoteny, entrambi serializzati sulla rivista Monthly Comic Alive di Media Factory, il primo dal 27 giugno 2020 al 27 agosto 2021 mentre il secondo dal 26 aprile 2021 al 27 ottobre 2022. Un adattamento anime prodotto da A-1 Pictures è stato trasmesso dal 10 aprile 2021 al 19 marzo 2022.

## Trama
La Repubblica di San Magnolia è in guerra da nove anni con l'Impero di Giad. Sebbene inizialmente abbia subito perdite devastanti a causa delle Legioni autonome e meccanizzate dell'Impero, la Repubblica ha sviluppato da allora le proprie unità autonome, chiamate Juggernaut, che sono comandate a distanza da un Supervisore. Mentre in superficie il pubblico crede che la guerra sia combattuta tra macchine, in realtà i Juggernaut sono pilotati da umani e tutti loro sono degli "86" - la designazione data alla minoranza Colorata di San Magnolia. Gli 86 originariamente avevano gli stessi diritti, ma furono perseguitati e trattati come capri espiatori dalla razza Alba e dalla politica suprematista del governo repubblicano, al punto che i Colorata furono considerati sia popolarmente che ufficialmente come subumani. Gli 86 non potevano avere nomi personali e venivano isolati nei campi di internamento nell'86º distretto (loro omonimo); costretti per tutto questo tempo a combattere la guerra della Repubblica contro l'Impero per ricevere un trattamento di vita migliore. 
Il maggiore Vladilena "Lena" Milizé, una nobile Alba e ufficiale dell'esercito di San Magnolia, è un'attivista dichiarata contro i gravi maltrattamenti subiti dalla minoranza Colorata da parte della nazione e contro il deliberato inganno del governo repubblicano riguardante la guerra. Viene assegnata come Supervisore dello Squadrone Spearhead del Fronte Orientale: un'unità d'élite composta interamente da 86 veterani che si sono guadagnati dei nomi. Guidato dal loro capo squadra, Shinei "Il Becchino" Nōzen, lo Squadrone Spearhead è famigerato tra gli ufficiali militari. La sua notorietà deriva dallo stato in cui sono rimasti i suoi ufficiali in comando: i Supervisori che hanno presieduto la squadra sono impazziti e alcuni sono arrivati al suicidio. Lena, una dichiarata simpatizzante dell'86, conosce a suo modo lo Squadrone Spearhead come capo del contingente. Parallelamente, Lena e Shinei scoprono un oscuro segreto: la Repubblica e la guerra contro l'Impero non sono quello che sembrano.

## Personaggi

### Principali

Theo, Raiden, Shin, Lena, Anju e Kurena nella serie animata

Nōzen Shinei (シンエイ・ノウゼン?, Shin'ei Nouzen) / Undertaker (アンダーテイカー?, Andāteikā)
Doppiato da: Shōya Chiba, Asuna Tomari (da bambino)
Comunemente chiamato Shin (シン?), è il leader dello Squadrone Spearhead (スピアヘッド?, Supiaheddo) che ha combattuto ed è sopravvissuto a innumerevoli battaglie nonostante abbia solamente 16 anni. Soprannominato Il Becchino per la sua abitudine di tenere con sé una scatola contenente numerose placche improvvisate e realizzate con un piccolo frammento del Juggernaut di ogni compagno morto, che intende seppellire quando la guerra sarà conclusa. Shin è noto per la sua spietatezza che rivolge sia contro i nemici che contro gli alleati. Si dice che i precedenti Handler che hanno avuto a che fare con lui siano impazziti e abbiano lasciato l'unità, si siano ritirati o si siano addirittura suicidati per motivi sconosciuti.
Mirizé Vladilena (ヴラディレーナ・ミリーゼ?, Varadirēna Mirīze)
Doppiata da: Ikumi Hasegawa
Comunemente soprannominata Lena (レーナ?, Rēna), è un ufficiale dell'esercito di San Magnolia, promossa a maggiore a soli 16 anni grazie ad un mix di competenze e legami familiari. Lena ha l'abitudine di trattare gli 86 suoi subordinati come umani, a differenza di altri Handler che trattano quest'ultimi come oggetti usa e getta. Lena è la nuova Handler dello Squadrone Spearhead della Repubblica che ha il compito di guidare durante le loro missioni mentre affrontano le unità nemiche della Legione.
Frederica Rosenfort (フレデリカ・ローゼンフォルト?, Furederika Rōzenforuto)
Doppiata da: Misaki Kuno
La figlia adottiva di Ernst. Il suo nome completo è Augusta Frederica Adel-Adler (アウグスタ・フレデリカ・アデルアドラー?, Augusuta Furederika Aderuadorā); è l'ultima imperatrice dell'Impero di Giad prima della sua caduta e ha la capacità di vedere il passato e il presente di chiunque incontri. Decide di unirsi a Shin e al suo gruppo all'Accademia per Ufficiali Speciali per porre fine alle sofferenze del suo cavaliere, Kiriya, che è stato trasformato in un Pastore della Legione.

### Squadrone Spearhead
Shuga Raiden (ライデン・シュガ?, Raiden Shuga) / Wehrwolf (ヴェアヴォルフ?, Veavorufu)
Doppiato da: Seiichirō Yamashita
L'ufficiale esecutivo e vice-capitano dello Squadrone Spearhead. È amico di Shin da prima che si unissero alla stessa squadra.
Rikka Theoto (セオト・リッカ?, Seoto Rikka) / Laughing Fox (ラフィングフォックス?, Rafingu Fokkusu)
Doppiato da: Natsumi Fujiwara
Spesso soprannominato Theo (セオ?, Seo); il suo nome in codice ha preso spunto da quello di un comandante Alba che si è sacrificato per salvare l'unità di Theo. Theo è spesso schietto e sarcastico quando a che fare con gli altri, specialmente con gli addestratori. Dà del filo da torcere a Lena, in particolar modo dopo aver visto morire Kaie, una sua caa amica e compagna. Theo tiene con sé un album da disegno che usa per disegnare durante il tempo libero, inoltre ha disegnato i segni personali dello squadrone sui loro Juggernaut.
Emma Anju (アンジュ・エマ?, Anju Ema) / Snow Witch (スノウウィッチ?, Sunō Witchi)
Doppiata da: Saori Hayami
Una ragazza dal carattere molto dolce e gentile. In passato, Anju è stata picchiata e maltrattata non solo dagli Alba ma anche da alcuni compagni 86 per via della sua eredità genetica da parte di padre, che era un Alba. Si è fatta crescere i capelli per nascondere le cicatrici sulla schiena.
Kukumila Kurena (クレナ・ククミラ?, Kurena Kukumira) / Gunslinger (ガンスリンガー?, Gansuringā)
Doppiata da: Sayumi Suzushiro
Ragazza dal carattere energico e premuroso, i suoi genitori furoo assassinati in passato dai soldati Alba e sua sorella fu arruolata in un'altra unità 86, e da allora non fu mai più vista. Di conseguenza, nutre un profondo odio contro tutti gli Alba. Kurena ha una cotta per Shin e detesta Lena sia a causa della sua razza sia per lo stretto rapporto che instaura con il ragazzo. Nonostante ciò inizia a preoccuparsi e a rispettarla anche se non lo vuole ammettere.

### San Magnolia
Henrietta Penrose (アンリエッタ・ペンローズ?, Anrietta Penrōzu)
Doppiata da: Riho Sugiyama
Soprannominata Annette (アネット?, Anetto), è una delle poche amiche di Lena nell'esercito di San Magnolia. Lavora nella Sezione di Ricerca Militare, specializzata nel dispositivo Para-RAID, parzialmente creato dal suo defunto padre, che consente agli Handler di collegarsi istantaneamente con gli 86 sotto il loro comando. Viene rivelato che è un'amica d'infanzia di Shin e che si sente ancora in colpa per non aver aiutato lui e la sua famiglia quando è iniziata la guerra, ma si nasconde dietro una maschera di apatia che mette a dura prova il rapporto tra lei e Lena.
Jerome Karlstahl (ジェローム・カールシュタール?, Jerōmu Kārushutāru)
Doppiato da: Satoshi Mikami
Colonnello dell'esercito di San Magnolia e amico del padre di Lena. Sebbene si prende cura di Lena come una nipote, è un pessimista ed è da tempo consumato dalla disperazione per l'attuale situazione della Repubblica. Crede che quest'ultima meriti di essere distrutta per i suoi crimini disumani nei confronti degli 86, e ritiene di meritare di fare la stessa fine in quanto si è limitato a osservare lo svolgersi degli eventi senza fare nulla e continua a eseguire gli ordini che gli vengono assegnati da parte dell'esercito. Nonostante abbia litigato con Lena per via delle loro divergenze d'opinione, continua a vegliare su di lei dalle retrovie e in seguito la incoraggia trasformare il suo sogno in realtà mentre la protegge quando si reca ad affrontare la Legione prima della caduta della Repubblica. Nei suoi ultimi attimi di vita rivela di credere ciecamente in Lena mentre pone fine alla propria vita affrontano un vecchio amico nella Legione.
Lev Aldrecht (レフ・アルドレヒト?, Refu Arudorehito)
Doppiato da: Taiten Kusunoki
Un ingegnere dello Squadrone Spearhead. Si scopre che è un Alba; sua moglie e sua figlia erano degli 86, così si tinse i capelli e si arruolò volontariamente per cercare un modo per fargli riavere i loro diritti, anche se la Repubblica non glielo avrebbe mai concesso. Nonostante sembri un uomo burbero, si prende cura dei restanti membri dell'unità e di coloro che verranno dopo di loro. Rimprovera costantemente Shin perché durante le battaglie si mostra troppo spericolato e ciò finisce inevitabilmente per danneggiare i mezzi che utilizza durante gli scontri che poi richiedono costantemente delle riparazioni complicate. Muore durante l'offensiva su larga scala a protezione dei giovani Processori. In un'occasione chiede a Shin se sua moglie e sua figlia facciano parte della Legione, e il ragazzo lo rassicura dicendogli che non sono fra loro. Durante i suoi ultimi attimi di vita desiderava vendicare la sua famiglia e i suoi compagni 86, e ciò lo porta ad unirsi volentieri alla Legione per vendicarsi della Repubblica.

### Membri deceduti dello Squadrone Spearhead
Kaie Taniya (カイエ・タニヤ?, Kaie Taniya) / Kirschblüte (キルシュブルート?, Kirushuburūto)
Doppiata da: Haruka Shiraishi
Kaie è uno dei membri più grandi dello Squadrone Spearhead, a cui piace prendere in giro i suoi compagni di squadra. È stata uccisa in battaglia dopo che il suo Juggernaut è rimasto intrappolato in una palude ed è stato distrutto dal fuoco nemico.
Daiya Irma (ダイヤ・イルマ?, Daiya Iruma) / Black Dog (ブラックドグ?, Burraku Dogu)
Doppiato da: Haruki Ishiya
Un amico di Anju che alterna l'essere compassionevole e goffo; è implicito che lui e la ragazza avessero una cotta l'uno per l'altra. È stato ucciso per misericordia da Shin per contrastare il piano della Legione di creare altre Pecore Nere.
Haruto Keats (ハルト・キーツ?, Haruto Kītsu) / Falke (ファルケ?, Faruke)
Doppiato da: Daiki Yamashita
Un ragazzo impulsivo e un po' lascivo che però diventa serio nel momento del bisogno. Muore prima che lo Spearhead abbia ricevuto gli ordini speciali di ricognizione della Legione.
Kujo Niko (クジョー・ニコ?, Kujō Niko)
Doppiato da: Taishi Murata
Altro membro dello Squadrone Spearhead che viene ucciso per misericordia da Shin dopo una battaglia che lo lascia paralizzato e sanguinante.
Rui Kino (ルイ・キノ?) / Fafnir (ファフニール?, Fafunīru)
Doppiato da: Shinei Ueki
Kino è un Processore del primo plotone dello Squadrone Spearhead guidato da Shin. È stato una delle quattro vittime dei primi attacchi di Morpho, diventando così la dodicesima perdita dello Spearhead.
Chise Osen (チセ・オーセン?, Chise Ōsen) / Griffin (グリフィン?, Gurifin)
Doppiato da: Masamu Ono
Chise è un Processore del secondo plotone dello Squadrone Spearhead guidato da Raiden. È stato una delle quattro vittime dei primi attacchi di Morpho, diventando così la tredicesima perdita dello Spearhead.
Toma Sobi (トーマ・ソービ?, Tōma Sōbi) / Helianthus (ヘリアンサス?, Heriansus)
Doppiato da: Katsumi Fukuhara
Toma è un Processore del primo plotone dello Squadrone Spearhead guidato da Shin. È stato una delle quattro vittime dei primi attacchi di Morpho, diventando così la quattordicesima vittima dello Spearhead.
Tozan Sasha (トウザン・サシャ?, Tōzan Sasha)
Doppiato da: Taito Ban
Tozan è un Processore del quarto plotone dello Squadrone Spearhead guidato da Kaie.
Rekka Rin (レッカ・リン?, Rekka Rin) / Burnt Tayl (バーントテール?, Bānto Tēru)
Doppiata da: Shizuka Ishigami
Un membro femminile dello squadrone; si è suicidata dopo che il suo Juggernaut ha avuto un malfunzionamento e prima che un'unità della Legione potesse ucciderla.
Mikuri Kairo (ミクリ・カイロゥ?, Mikuri Kairō) / Leukosia (ロイコシア?, Roikoshia)
Doppiata da: Yuka Nukui
Mikuri è un Processore del quarto plotone dello Squadrone Spearhead guidato da Kaie.
Maina Atomika (マイナ・ヤトミカ?, Maina Yatomika)
Doppiata da: Mayuko Kazama
Maina è un Processore del terzo plotone dello Squadrone Spearhead guidato da Theoto.

## Media

### Light novel
La light novel è scritta da Asato Asato ed è illustrata da Shirabii, con il mecha design di I-IV. ASCII Media Works ha pubblicato tredici volumi dal 10 febbraio 2017 sotto l'etichetta Dengeki Bunko.
Una delle ispirazioni della serie è stata la guerra con i droni e la serie di romanzi esplora la logistica e l'etica attorno a questa forma di combattimento. Un'altra grande ispirazione è stata il film del 2007 The Mist. Non appena le sono venute le idee per la storia, Asato ha iniziato a lavorare sulla light novel a partire dal 2014 anche è stata pubblicata solo a partire dal 2017. L'autrice ha impiegato un po' di tempo per trovare un'ambientazione adatta alla storia. Inizialmente voleva ambientarla all'interno di una città fortificata, ma in seguito ha cambiato idea optando per l'impostazione attuale della serie. Solitamente trascorre dalle 6 alle 8 ore al giorno per scriverla.
In Italia i diritti della serie sono stati acquistati da Dokusho Edizioni che la pubblica a partire dal 25 marzo 2024.
La serie è distribuita anche negli Stati Uniti da Yen Press, in Francia da Mahô Éditions, in Taiwan da Kadokawa Taiwan, in Vietnam da IPM e in Thailandia da Phoenix Next.
| Nº | Titolo italiano Giapponese 「Kanji」 - Rōmaji | Data di prima pubblicazione              | Data di prima pubblicazione                                                                 |
| Nº | Titolo italiano Giapponese 「Kanji」 - Rōmaji | Giapponese                               | Italiano                                                                                    |
| 1  | Eighty-Six 「エイティシックス」 - Eiti Shikkusu | 10 febbraio 2017 ISBN 978-4-04-892666-9  | 25 marzo 2024 ISBN 979-12-81493-16-2 (ed. regolare) ISBN 979-12-81493-17-9 (ed. limitata)   |
| 1  | Capitoli - Prologo. Il papavero che tinge di rosso il campo di battaglia (戦野に紅く雛罌粟の咲く?, Sen no ni akaku hinageshi no saku) - I. Zero vittime sul campo di battaglia (戦死者ゼロの戦場?, Senshi-sha zero no senjō) - II. Niente di nuovo, solo scheletri (白骨戦線異状なし?, Hakkotsu sensen ijō nashi) - III. A te, splendido, sulle rive dell'inferno in piena notte (夜闇の冥府のほとりにおけるご立派な君の?, Yoru yami no meifu no hotori ni okeru go rippana kimi no) - Interludio. Il cavaliere senza testa (prima parte) (首のない騎士?, Kubi no nai kishi) - IV. Mi chiamo Legione, perché siamo in molti (我が名は 〈亡霊の軍勢〉、数多なれば?, Ga ga na wa 〈bōrei no gunzei〉,amata nareba) - Interludio. Il cavaliere senza testa (seconda parte) (首のない騎士 II?, Kubi no nai kishi II) - V. Fuckin' Glory to the Spearhead Squadron (スピアヘッド戦隊にクソ栄光あれ?, Supia Heddo sentai ni kuso eikō are) - Interludio. Il cavaliere senza testa (terza parte) (首のない騎士 III?, Kubi no nai kishi III) - VI. Fiat justitia ruat caelum (せめて人間たらんと?, Semete ningentaranto) - Interludio. Il cavaliere senza testa (quarta parte) (首のない騎士 IV?, Kubi no nai kishi IV) - VII. Addio (さよなら?, Sayonara) - Epilogo. La visita della regina di sangue (鮮血女王のお成り?, Senketsu joō no o nari) - Epilogo II. Reboot (Reboot──始動?, Reboot──shidō) |                                          |                                                                                             |
| 2  | Run Through the Battlefront 「ラン・スルー・ザ・バトルフロント 〈上〉」 - Ran Surū Za Batorufuronto〈ue〉 | 7 luglio 2017 ISBN 978-4-04-893232-5     | 31 ottobre 2024 ISBN 979-12-81493-27-8 (ed. regolare) ISBN 979-12-81493-28-5 (ed. limitata) |
| 2  | Capitoli - Prologo. La regina è nella capitale della guerra (女王陛下は戦都にいまし?, Joō heika wa sen-to ni imashi) - I. La cavalcata delle valchirie (ワルキューレの騎行?, Warukyūre no kikō) - II. Panzerlied (パンツァー・リート?, Pantsā Rīto) - III. Wild Blue Yonder (ワイルド・ブルー・ヤンダー?, Wairudo Burū Yandā) - IV. Sotto la bandiera con l'aquila a due teste (双頭の鷲の旗の下に?, Sōtō no washi no hata no moto ni) - V. Cries Take Aim (クライズ・テイク・エイム?, Kuraizu Teiku Eimu) - Interludio. When "John Doe" Comes Marching Down (ウェン・〝ジョン・ドゥ〟・カムズ・マーチング・ホーム?, Uen "Jon Dou" Kamuzu Māchingu Hōmu) |                                          |                                                                                             |
| 3  | 「ラン・スルー・ザ・バトルフロント 〈下〉」 - Ran Surū Za Batorufuronto〈shita〉 – "Run Through the Battlefront (Fine)" | 9 dicembre 2017 ISBN 978-4-04-893397-1   | —                                                                                           |
| 4  | 「アンダー・プレッシャー」 - Andā Puresshā – "Under Pressure" | 10 maggio 2018 ISBN 978-4-04-893830-3    | —                                                                                           |
| 5  | 「死よ、驕るなかれ」 - Shiyo, ogoru nakare – "Morte, non essere orgogliosa" | 10 ottobre 2018 ISBN 978-4-04-912092-9   | —                                                                                           |
| 6  | 「明けねばこそ夜は永く」 - Akeneba koso yoru wa nagaku – "Notte oscura prima dell'alba" | 10 aprile 2019 ISBN 978-4-04-912461-3    | —                                                                                           |
| 7  | 「ミスト」 - Misuto – "Mist" | 10 settembre 2019 ISBN 978-4-04-912798-0 | —                                                                                           |
| 8  | 「ガンスモーク・オン・ザ・ウォーター」 - Gansumōku On Za Wōtā – "Gun Smoke On the Water" | 9 maggio 2020 ISBN 978-4-04-913185-7     | —                                                                                           |
| 9  | 「ヴァルキリィ・ハズ・ランデッド」 - Vuarukiryi Hazu Randeddo – "Valkyrie Has Landed" | 10 febbraio 2021 ISBN 978-4-04-913309-7  | —                                                                                           |
| 10 | 「フラグメンタル・ネオテニー」 - Furagumentaru Neotenī – "Fragmental Neoteny" | 10 giugno 2021 ISBN 978-4-04-913880-1    | —                                                                                           |
| 11 | 「ディエス・パシオニス―」 - Diesu Pashionisū – "Dies Passionis" | 10 febbraio 2022 ISBN 978-4-04-914149-8  | —                                                                                           |
| 12 | 「ヴラディレーナ・ミリーゼ ブラッディレジーナ」 - Vuradirēna Mirīze Buraddi Rejīna – "Vladilena Milizé Bloody Regina" | 10 febbraio 2023 ISBN 978-4-04-914398-0  | —                                                                                           |
| 13 | 「ディア・ハンター」 - Dia Hantā – "Deer Hunter" | 10 gennaio 2024 ISBN 978-4-04-915071-1   | —                                                                                           |
| 14 | 「ペイント・イット・ブラック」 - Peinto Itto Burakku – "Paint It Black" | 10 settembre 2025 ISBN 978-4-04-916184-7 | —                                                                                           |

#### Alter
Una serie secondaria chiamata Alter, che raccoglie varie storie secondarie scritte per la serie principale, ha iniziato la pubblicazione il 7 aprile 2023. Al 10 gennaio 2025 sono stati pubblicati due volumi. La serie Alter è distribuita negli Stati Uniti da Yen Press.
| Nº | Titolo italiano (traduzione letterale) Giapponese 「Kanji」 - Rōmaji | Data di prima pubblicazione            | Data di prima pubblicazione |
| Nº | Titolo italiano (traduzione letterale) Giapponese 「Kanji」 - Rōmaji | Giapponese                             |                             |
| 1  | L'adolescenza occasionale del mietitore 「死神ときどき青春」 - Shinigami tokidoki seishun | 7 aprile 2023 ISBN 978-4-0491-4987-6   |                             |
| 2  | La ragazza magica Regina ☆ Lena ~ combatte! La corazzata di navigazione galattica di San Magnolia ~ 「魔法少女レジーナ☆レーナ～戦え！ 銀河航行戦艦サンマグノリア～」 - Mahō shōjo Rejīna ☆ Rēna ~ tatakae! Ginga kōkō senkan San Magunoria ~ | 10 gennaio 2025 ISBN 978-4-0491-5789-5 |                             |

### Manga

Copertina del primo volume dell'edizione italiana, raffigurante i protagonisti Lena e Shin

La prima trasposizione della light novel è un manga disegnato da Motoki Yoshihara e pubblicato dalla Square Enix sulla rivista Young Gangan dal 16 febbraio 2018. Il 6 luglio 2022 viene comunicato che la serie è interrotta per via dei problemi di salute di Yoshihara. Il manga è stato raccolto in tre tankōbon pubblicati dal 10 ottobre 2018 al 10 giugno 2021. 
Il 25 marzo 2021, in occasione del suo quindicesimo anniversario, l'editore Edizioni BD ha annunciato la pubblicazione italiana del manga sotto l'etichetta J-Pop avvenuta dal 12 maggio successivo. L'ultimo volume uscito è stato pubblicato il 23 febbraio 2022. La traduzione dei testi è stata curata da Marco Franca, con l'adattamento di Federico Salvan e il lettering curato da Vibraant It.
| 1 | 10 ottobre 2018 | ISBN 978-4-7575-5870-0 | 12 maggio 2021   | ISBN 978-88-349-0617-0 |
| 1 | Capitoli - 1. Un fronte con zero caduti (戦死者ゼロの戦場?, Senshi-sha Zero no senjō) - 2. Un fronte con zero caduti (II) (戦死者ゼロの戦場?, Senshi-sha Zero no senjō 2) - Bonus. Kujo (クジョ?, Kujō) - 3. Lo squadrone Spearhead (スピアヘッド戦隊?, Supiaheddo sentai) - 4. L'attacco delle Legion (レギオン襲来?, Regi'on shūrai) - 5. La forza dello squadrone Spearhead (スピアヘッド戦隊の力?, Supiaheddo sentai no chikara) - 6. Shin (シン?, Shin) - Interludio. Un guerriero senza nome non ha nemmeno una tomba (無名戦士は墓も無きゆえ?, Mumei senshi wa haka mo naki yue) |                        |                  |                        |
| 2 | 10 settembre 2019 | ISBN 978-4-7575-6278-3 | 30 giugno 2021   | ISBN 978-88-349-0654-5 |
| 2 | Capitoli - 7. Lena e gli 86 (レーナと86?, Rēna to 86) - 8. Kaie (カイエ?) - 9. Un istante (刹那?, Setsuna) - 10. Il nome (名前?, Namae) - 11. Reminiscenza (追憶?, Tsuioku) - 12. Le pecore nere (黒羊?, Kuro hitsuji) - Interludio. Un giorno di inizio estate (ある初夏の日?, Aru shoka no hi) |                        |                  |                        |
| 3 | 10 giugno 2021 | ISBN 978-4-7575-7307-9 | 23 febbraio 2022 | ISBN 978-88-349-0802-0 |
| 3 | Capitoli - 13. Fantasmi (幽霊?, Yūrei) - 14. Morire in battaglia (戦死?, Senshi) - 15. La festa della rivoluzione (革命祭?, Kakumeisai) - 16. Il patibolo (処刑場?, Shokei-ba) - 17. Sperimentazione umana (人体実験?, Jintai jikken) - Interludio. Il sogno dei fuochi d'artificio (花火の夢?, Hanabi no yume) |                        |                  |                        |

#### Operation High School
Un manga spin-off, disegnato da Suzume Somemiya, è stato pubblicato sulla rivista Monthly Comic Alive della casa editrice Media Factory dal 27 giugno 2020 al 27 agosto 2021. In questa serie, tutti i protagonisti della light novel originale vivono una normale vita scolastica in un mondo alternativo dove nessun tragico evento ha mai avuto luogo.
| Nº | Data di prima pubblicazione | Data di prima pubblicazione | Data di prima pubblicazione |
| Nº | Giapponese                  | Giapponese                  |                             |
| -- | --------------------------- | --------------------------- | --------------------------- |
| 1  | 21 gennaio 2021             | ISBN 978-4-04-680006-0      |                             |
| 2  | 22 settembre 2021           | ISBN 978-4-04-680538-6      |                             |

#### Run Through the Battlefront
Un secondo spin-off, disegnato da Hiroya Yamazaki, è stato serializzato sull'app Manga Up! di Square Enix dal 24 gennaio 2021 al settembre 2021. Il 6 luglio 2022 viene comunicato che la serie è interrotta per via dei problemi di salute di Yamazaki.
| 1 | 10 giugno 2021 | ISBN 978-4-7575-7308-6 |
| 1 | Capitoli (traduzioni letterali dei titoli) - 1. La cavalcata delle Valkyrie 1 (ワルキューレの騎行①?, Warukyūre no kikō 1) - 2. La cavalcata delle Valkyrie 2 (ワルキューレの騎行②?, Warukyūre no kikō 2) - 3. Panzerlied 1 (パンツァー・リート①?, Pantsārīto 1) - 4. Panzerlied 2 (パンツァー・リート②?, Pantsārīto 2) |                        |

#### Fragmental Neoteny
Un terzo spin-off, disegnato da Shinjo Takuya, è stato serializzato sulla rivista Monthly Comic Alive dal 26 aprile 2021 al 27 ottobre 2022. I capitoli sono stati raccolti in 3 volumi tankōbon pubblicati dal 22 settembre 2021 al 22 dicembre 2022. Il terzo volume è uscito esclusivamente in formato ebook.
| Nº | Data di prima pubblicazione | Data di prima pubblicazione | Data di prima pubblicazione |
| Nº | Giapponese                  | Giapponese                  |                             |
| -- | --------------------------- | --------------------------- | --------------------------- |
| 1  | 22 settembre 2021           | ISBN 978-4-04-680903-2      |                             |
| 2  | 22 giugno 2022              | ISBN 978-4-04-681229-2      |                             |
| 3  | 22 dicembre 2022            | —                           |                             |

#### Mahō shōjo Regina Lena ~tatakae! Ginga kōkō senkan San Magnolia
Uno spin-off mahō shōjo, disegnato da Suzume Somemiya, viene serializzato sulla rivista Monthly Comic Alive dal 27 marzo 2023.

### Anime

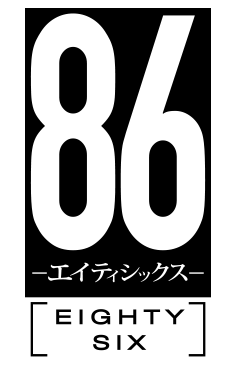
Logo della serie anime

Un adattamento animato è stato annunciato il 15 marzo 2020 durante un live streaming per commemorare il primo anniversario del sito web di light novel di Kimirano di Kadokawa. La produzione è stata affidata allo studio A-1 Pictures, la regia è di Toshimasa Ishii e la composizione della serie di Toshiya Ono, la colonna sonora è composta da Hiroyuki Sawano e Kohta Yamamoto mentre la CGI è realizzata da Shirogumi. L'anime era originariamente previsto per il 2020, ma è stata successivamente posticipato. La serie è divisa in due parti; la prima è andata in onda dall'11 aprile al 19 giugno 2021 sulla rete Tokyo MX. Il 27 marzo 2021 Tokyo MX ha trasmesso un programma speciale commemorando l'inizio della storia con i protagonisti i membri principali del cast Shōya Chiba e Ikumi Hasegawa, il produttore Nobuhiro Nakayama e il compositore musicale Hiroyuki Sawano. La sigla di apertura è 3-bun 29-byō (3分29秒? lett. "3 minuti 29 secondi") di Hitorie mentre in chiusura sono stati impiegati: 3-bun 29-byō di Hitorie (ep. 1), Avid (ep. 2-3, 5, 7, 10-11) di SawanoHiroyuki[nZk]:mizuki e Hands Up to the Sky (ep. 4, 6 e 8) di SawanoHiroyuki[nZk]:Laco.
La seconda parte è andata in onda dal 2 ottobre 2021 al 19 marzo 2022. Gli episodi 22 e 23 sono stati posticipati rispettivamente al 12 e il 19 marzo 2022 per un controllo qualità. Le sigle di apertura della seconda parte è Kyōkaisen (境界線?) della band Amazarashi mentre quella di chiusura sono Kyōkaisen degli Amazarashi (ep. 1), Alchemilla (アルケミラ?, Arukemira) di Regal Lily (ep. 2+) e LilaS di SawanoHiroyuki[nZk]:Takahashi Honoka (ep. 12).
In Italia la serie è stata pubblicata in simulcast sul portale Crunchyroll in versione sottotitolata.

## Accoglienza
La light novel ha vinto il Gran Premio al 23º Premio Dengeki Novel nel 2016. La light novel si è classificata anche al secondo posto nel 2018 nella guida annuale di Takarajimasha sulle light novel Kono light novel ga sugoi! nella categoria bunkobon. Si è classificata al quinto posto nel 2019.
Il protagonista maschile Shin si è classificato al quinto posto come personaggio maschile di una serie di light novel nella guida Kono light novel ga sugoi! del 2019. In seguito è arrivato al nono posto nel 2020, all'ottavo posto nel 2022, al settimo nel 2023 e al decimo nel 2024. La protagonista femminile Lena si è classificata al secondo posto come personaggio femminile più popolare del 2019. Successivamente è arrivata al decimo posto nel 2020 e nel 2023.
Joe Ballard di Comic Book Resources ha notato il successo della critica nei confronti della light novel e l'ha definita "una rappresentazione commovente e onesta della guerra, del dramma, del soprannaturale e delle opinioni scioccamente discriminatorie del pubblico in generale di una nazione, 86 - Eighty-Six è tutt'altro che una serie di light novel standard". UK Anime News ha elogiato il primo volume della light novel, definendola stimolante, emozionante e incredibilmente difficile da mettere da parte. The Fandom Post ha trovato il primo volume "non particolarmente innovativo", ma è rimasto colpito dal sovvertimento del tema della "guerra incruenta" e ha trovato lo sviluppo della trama e dei personaggi "abbastanza solido".
IGN ha elencato la trasposizione animata come uno dei migliori anime del 2021. Diversi redattori di Anime News Network hanno elencato la prima stagione dell'anime come una delle loro preferite della primavera 2021, con Steve Jones che ha anche nominato la seconda parte come la più attesa per l'autunno 2021.
The Fandom Post ha dato all'anime una A-, notando che sebbene il primo episodio sembrasse rigido e pieno di "technobabble", la serie ha trovato la sua base nell'episodio 2. Al termine della prima stagione, il sito ha elogiato il valore stellare della produzione della serie, la solida qualità dell'animazione e della colonna sonora, e la splendida trasmissione dei suoi temi. Callum May di Anime News Network ha anche notato il miglioramento della serie a partire dall'episodio 2, descrivendo i primi episodi come "sorprendentemente avvincenti", e ha offerto elogi specifici per la regia, lo storyboard e l'animazione.
Un redattore di AnimeClick.it ha definito 86 - Eighty-Six un interessante esperimento. Tratto dalla light novel, l'anime offre una trama creativa che mescola elementi di fantascienza giapponese con un racconto di guerra di ispirazione occidentale, il tutto ambientato in un contesto attuale e curato nei dettagli. A causa della specificità degli argomenti trattati e della motivazione con cui vengono raccontati, l'anime è destinato a conquistare una nicchia di appassionati anziché un vasto pubblico, il che potrebbe essere considerato il suo limite principale. Il conclusione, il redattore ha ritenuto che 86 - Eighty-Six potrebbe essere considerato una piccola perla destinata a essere apprezzata negli anni a venire. Andrea Verdino di Everyeye.it ha considerato l'opera matura e stratificata, con uno stile sontuoso e brillante, una colonna sonora raffinata e perfettamente adatta a descrivere il mondo ideato da Asato Asato.
L'anime ha ricevuto quattro nominato al 6° Crunchyroll Anime Awards nelle categorie: Anime dell'anno, Miglior film drammatico, Miglior ragazza e Miglior colonna sonora.